# Лесевицкий, Леонид Дмитриевич
Леонид Дмитриевич Лесевицкий (1865 — после 1917) — председатель Харьковской губернской земской управы, член Государственного совета.

## Биография
Православный. Из потомственных дворян Харьковской губернии. Землевладелец Змиевского уезда (350 десятин).
Образование получил в Ново-Александрийском сельскохозяйственном институте, по окончании которого был командирован на общественные работы в Орловскую губернию, где заведовал постройкой водных сооружений. В 1894 году поступил на службу по Министерству внутренних дел, был земским начальником 3-го участка (1894—1897),  6-го участка (1897—1898) и 2-го участка (1902—1906) Змиевского уезда. С 1894 года избирался гласным Змиевского уездного и Харьковского губернского земских собраний, а также почетным мировым судьей по Змиевскому уезду. В 1899 году был избран членом губернской земской управы, а в 1904 году — назначен членом Харьковского губернского по земским и городским делам присутствия.
В 1906 году оставил государственную службу, чтобы вступить в управление родовым имением на хуторе «Пятигорск», с развитым многоотраслевым хозяйством и, в том числе, уникальным семенным хозяйством, оставшимся после смерти его отца, семеновода Д. С. Лесевицкого. Продукты из хозяйства Л. Д. Лесевицкого удостаивались высших наград на губернских и областных выставках. Занимаясь сельским хозяйством, не оставлял и общественной деятельности. В 1906 году был избран кандидатом змиевского уездного предводителя дворянства, а в 1908 году — председателем Харьковской губернской земской управы, в каковой должности пробыл одно трехлетие. С 1907 года состоял представителем от губернского земства в Харьковском обществе сельского хозяйства, а в 1910 году был избран в члены Вольно-экономического общества.
15 декабря 1909 года избран членом Государственного совета от Харьковского губернского земства на место умершего Я. В. Кучерова (в 1912 году — переизбран). Будучи по убеждениям беспартийным, не примкнул ни к одной из политических групп. В 1915 году выбыл из состава Госсовета за окончанием срока полномочий.
В 1916 году был произведен в действительные статские советники. Дальнейшая судьба неизвестна. Был женат.

## Награды
- Орден Святого Станислава 2-й ст. (1902)
- Орден Святой Анны 2-й ст. (1904)
- Орден Святого Владимира 4-й ст. (1908)